# Erewash
Erewash (pronunțat /ˈɛrəˌ wɒʃ/]) este un district nemetropolitan în Regatul Unit, în comitatul Derbyshire din regiunea East Midlands, Anglia.

## Orașe din cadrul districtului
- Ilkeston
- Long Eaton